# Parlamentswahlen in Ghana 1979
Die Parlamentswahlen in Ghana 1979 wurden am 18. Juni abgehalten. Gleichzeitig fand die erste Wahlrunde der Präsidentschaftswahlen statt. Schätzungsweise 5 Mio. Wähler nahmen an den Parlamentswahlen im Jahr 1979 teil. Insgesamt wurden 140 Sitze in diesen Parlamentswahlen im Direktwahlverfahren nach Wahlkreisen vergeben.
| Parteien und Koalitionen   | Stimmen | % | Sitze |
| -------------------------- | ------- | - | ----- |
| People’s National Party    |         |   | 71    |
| Popular Front Party        |         |   | 42    |
| United National Convention |         |   | 13    |
| Action Congress Party      |         |   | 10    |
| Social Democratic Front    |         |   | 3     |
| Unabhängige                |         |   | 1     |
| Total                      |         |   | 140   |
| Quelle:                    |         |   |       |